# Paralysie obstétricale du plexus brachial
La paralysie obstétricale du plexus brachial est une complication de l'accouchement et plus particulièrement de la période d'expulsion. C'est souvent une séquelle de la dystocie des épaules mais peut survenir aussi sans dystocie des épaules.
Il s'agit d'une paralysie partielle ou totale du bras et de la main, causée à la naissance par une lésion des nerfs situés à la racine du bras secondaire à un étirement du plexus brachial. Le bras atteint est généralement le bras antérieur de la présentation c’est-à-dire celui qui se présente le plus avant au moment de l'expulsion. Il existe aussi quelques cas d'atteintes du bras postérieur.
La paralysie étant unilatérale, le diagnostic est souvent évident à la naissance : le nouveau-né reste avec un bras sans mouvement avec un autre bras animé dans un contexte d'accouchement difficile. Dans environ 1 % des cas, la paralysie est bilatérale.
Il existe deux grands types de paralysie :
- la paralysie partielle "haute" atteignant l'épaule et le coude ;
- la paralysie totale (20 à 30 %) des cas avec paralysie de la main.

Il faut rechercher les complications et signes de gravité telles que :
- les fractures (clavicule, humérus) ;
- la paralysie du nerf phrénique ;
- le signe de Claude Bernard Horner (œil fermé du côté atteint) souvent associé à une paralysie de la main.

Un bilan des nerfs atteints sera fait environ un mois après la naissance avec par exemple des examens complémentaires notamment l'électromyogramme.
Dans les premiers jours, il est très difficile de pronostiquer le niveau de récupération envisageable. La récupération spontanée est possible et dépend de la nature des lésions.
Si la récupération spontanée n'est pas significative au bout d'un mois, il est probable que l'enfant conservera des séquelles.
Une intervention de chirurgie nerveuse est envisageable dès l'âge de trois mois.

Friedrich Wilhelm Viktor Albrecht von Hohenzollern, ou Guillaume II d'Allemagne est un personnage célèbre atteint de ce handicap.